# محمد حسن نائل المرصفي
محمد حسن نائل المرصفي (1881 - 29 مارس 1935) عالِم أدبي ولغوي وصحفي مصري. ولد في بلدة مرصفا ونشأ بالقاهرة، ودرس بالأزهر. عمل مدرّسًا للغة العربية وآدابها حتى 1919. وقد قام بتأليف كتب مدرسية كثيرة للأدب واللغة وضعها أيام تدريسه. كان من أصدقاء طه حسين، وكاتبًا بارزًا في عصره من المساهمين في إعداد وشرح وتحقيق كتب الأدب العربي، وكذلك له مقالات أدبية وسياسة نشرها في «المؤيد» و«الجريدة» وغيرها. توفي في القاهرة.

## سيرته
ولد محمد حسن نائل في بلدة مرصفا بالقليوبية ونسب إليها. نشأ بالقاهرة في حي الجمالية، وتلقى علومه بالأزهر، وكان طه حسين من زملائه فيه، ثم التحق بدار العلوم، وخرج منها قبل أن يتم علومه رسميًا.

اشتغل بالتدريس في مدارس طنطا، ثم في مدرسة الفرير بالخرنفش. ترك التدريس سنة 1919 ودخل السياسة والصحافة. تولى تحرير جريدة «مصر» ثم مديرًا لجريدة «السياسة»، ثم أنشأ مطبعة لطبع مجلاته «الجديدة»، و«شهرزاد»، و«مسامرة» وغيرهم.

توفي المرصفي يوم الجمعة 24 ذو الحجة 1353/ 29 مارس 1935 في القاهرة ورثاه صديقه طه حسين.

## أدبه
جاء في شرحه للأدب الكبير:

## آثاره
من مؤلفاته:
- الإبداع في رسم اليراع
- تاريخ آداب اللغة العربية، أو أدب اللغة العربية، مدرسية
- القول المراد من بانت سعاد
- دراسة الشعراء: (امرؤ القيس، الأعشى، النابغة، زهير، الحطيئة): بدأ به قام بإكماله من بعده إبراهيم الإبياري وعبد الحفيظ شلبي
- شرح نهج البلاعة
- زهرة الرسائل
- لآلئ الإنشاء
- قواعد اللغة
- تاريخ ابن المقفع، مقدمة لكتاب حكم بيدبا
- كليلة ودمنة، شرحه وقدم له.
- شرح الأدب الكبير
- الحكمة المدنية: كتاب الأدب الكبير
- شرح مقامات الحريري

## وصلات خارجية
- محمد حسن نائل المرصفي على موقع أرشيف الشارخ.